# ۵۱۹ (پیش از میلاد)
۵۱۹ (پیش از میلاد) ۵۱۹مین سال قبل از تقویم میلادی است.